# Битка код Вавилона (634)
Битка код Вавилона била је сукоб који се одиграло између војски Сасанидског царства и Рашидунског калифата 634. године. У овој бици су победу однели арапски муслимани чиме су успели да наставе  свој план о освајању Месопотамије.

## Увод
Халид ибн ел Валид је непосредно пре поцетка битке напустио заповедништво над муслиманском војском у Ираку како би предводио поход против Византијског царства у Сирији. У исто време, Сасаниди које је предводио Хормозд Џадуји желели  су да тесетирају муслиманске снаге након Халидовог одласка; стога су обе стране размењивале писма у којима су претиле једна другој. Касније су Арапи кренули из Ал-Хире како би се приближили својим противницима у близини Вавилона. 

## Битка
Персијска војска је имала је ратног  слона који јој је послужио за плашењ противничких коња. Ипак, Арапи које је предводио Ел Мутана ибн Харита успели су да убију великог слона и победе Персијанце који су побегли из овог подручја у Ктесифон. 